# 迪特斯基兴
迪特斯基兴是德国巴伐利亚州的一个市镇。总面积24.13平方公里，总人口997人，其中男性511人，女性486人（2011年12月31日），人口密度41人/平方公里。